# Спецслужбы Китайской Республики
Спецслужбы Китайской Республики — организации Китайской Республики, которые занимаются разведывательной и контрразведывательной деятельностью, а также борьбой с терроризмом, обеспечивают правительство информацией о внутренних и внешних угрозах и ведут иную деятельность в области государственной безопасности.

## Структура разведсообщества
Совет национальной безопасности:
- Бюро национальной безопасности (National Security Bureau — NSB) — главная спецслужба

Министерство юстиции:
- Бюро расследований (Investigation Bureau — MJIB) — контрразведка

Министерство обороны:
- Бюро военной разведки (Military Intelligence Bureau) — разведка

## Бюро нацбезопасности (National Security Bureau — NSB)
Главная спецслужба Тайваня. Штат сотрудников NSB около 1,5 тысяч. Имеет соглашение об обмене развединформацией с АНБ.
NSB имеет 6 департаментов:
- департамента международной разведки
- департамента разведки на территории материкового Китая
- департамента разведки внутренней безопасности
- департамента анализа национальной стратегической разведки
- департамента научно-технической разведки и телекоммуникационной безопасности
- департамента шифрования и криптографии

## Бюро расследований (Investigation Bureau — MJIB)
Служба контрразведки.